# Крутой Яр (Донецкая область)
Крутой Яр (укр. Крутий Яр) — село в Покровском районе Донецкой области Украины.
Код КОАТУУ — 1422755303. Население по переписи 2001 года составляет 107 человек. Почтовый индекс — 85348. Телефонный код — 623.